# Salomon Hegner
Salomon Hegner (* 22. November 1789 in Winterthur; † 27. April 1869 in Eppishausen) war ein Schweizer Ingenieur und Oberst und Kommandant der Genietruppen.

## Leben
Hegner war der Sohn des Salomon Hegner zum Egli (1744–1800) und der Anna Hegner, geb. Sulzer (1760–1829) aus Winterthur. Seine Grosseltern mütterlicherseits waren Dr. med. Hans Heinrich Sulzer (8. März 1736 – 19. April 1827), der letzte Stadtphysicus von Winterthur, und Elisabeth Sulzer, geb. Reinhart (* 23. Februar 1732; † 1. Januar 1797) aus Winterthur. Diese wurde 1765/66 von Anton Graff porträtiert. Durch seine Grossmutter hat Salomon Hegner gemeinsame Vorfahren mit Oskar Reinhart.
Beim Tod seines Vaters Salomon Hegner zum Egli im Jahr 1800, erbte Salomon Hegner das Haus zum Schanzengarten an der Büelrainstrasse 15 in Winterthur. Das Haus hatte die erste Ehefrau von Salomon Hegner zum Egli, Margareta Steiner, bei der Heirat 1762 in die Ehe gebracht. Das Haus „Zum Schanzengarten“, wo später der Musikverleger Jakob Melchior Rieter-Biedermann wohnte, steht seit 2011 unter Denkmalschutz.
1816 heiratete Hegner die zweite Tochter des deutsch-schweizerischen Unternehmers Johann Sebastian von Clais, Susanna von Clais (1789–1853). Hegner war einer der federführenden Ingenieure im Projekt der Glatt- und Linthkorrektion. Ab 1853 residierte Oberst Salomon Hegner auf Schloss Eppishausen.